# Ngô Huy Quỳnh
Kiến trúc sư Ngô Huy Quỳnh (1920-2003) là một kiến trúc sư Việt Nam thời hiện đại. Ông chính là người chịu trách nhiệm thiết kết và giám sát thi công Lễ đài Độc Lập tại Quảng trường Ba Đình ngày 2 tháng 9 năm 1945. Ngoài ra, ông còn là một nhà giáo, được nhà nước Việt Nam phong hàm Giáo sư, chuyên giảng dạy về ngành xây dựng và kiến trúc.

## Xuất thân
Ông sinh ngày 15 tháng 5 năm 1920, người phủ Mỹ Hào, tỉnh Hưng Yên (nay thuộc phường Phùng Chí Kiên, thị xã Mỹ Hào, tỉnh Hưng Yên).
Năm 1938, tốt nghiệp trung học ông thi đỗ vào Khoa Kiến trúc, Trường cao đẳng Mỹ thuật Đông Dương, một trường nổi tiếng thời bấy giờ ở Hà Nội. Ngay từ khi còn là sinh viên năm thứ ba, ông đã thiết kế và hướng dẫn xây dựng nhiều công trình nhà ở, biệt thự tại các phố Nguyễn Du, Cao Đạt (Hà Nội), ở Nam Định, Đình Bảng (Bắc Ninh)... Các công trình của ông, cùng các cộng sự như Nguyễn Gia Đức đã thể hiện rõ phong cách kiến trúc Á Đông và văn hóa Việt.

## Hoạt động cách mạng
Cũng trong thời gian theo học tại Trường cao đẳng Mỹ thuật Đông Dương, ông đã có những tiếp xúc với các nhà hoạt động cách mạng như Trường Chinh, Trần Huy Liệu, Trần Đình Long... và chịu ảnh hưởng của họ về đấu tranh giải phóng dân tộc. Năm 1941, ông tham gia viết bài trên báo Sinh viên, phê phán quan điểm nghệ thuật tư sản của một số văn nghệ sĩ đương thời và bày tỏ quan điểm nghệ thuật vị nhân sinh, vì nền văn hóa dân tộc, cổ động sinh viên trí thức trở về với bản sắc truyền thống.
Năm 1943, sau khi tốt nghiệp, trở thành kiến trúc sư, ông chính thức tham gia Việt Minh và được bầu làm Ủy viên Ban Chấp hành Hội Văn hóa cứu quốc. Cách mạng tháng Tám thành công, ông tham gia lập chính quyền cách mạng tại thành phố Nam Định. Ngày 1 tháng 9 năm 1945, ông trực tiếp thiết kế và chỉ đạo lắp đặt Lễ đài Độc lập tại Quảng trường Ba Đình. Công trình này được hoàn chỉnh trong vòng 1 ngày. Ông được kết nạp vào Đảng Cộng sản Đông Dương cũng vào tháng 10 cùng năm.

## Cây đại thụ của ngành kiến trúc miền Bắc
Sau khi Pháp nổ súng tái chiếm Đông Dương, ông cùng các cộng sự lên Chiến khu Việt Bắc, tham gia công tác xây dựng cơ bản để biến Việt Bắc trở thành thủ đô kháng chiến. Năm 1947, ông cùng với các kiến trúc sư Nguyễn Cao Luyện, Trần Hữu Tiềm, Hoàng Như Tiếp, tham gia thành lập Đoàn Kiến trúc sư Việt Nam, tiền thân của Hội Kiến trúc sư Việt Nam ngày nay.
Năm 1951, ông được chính phủ Việt Nam Dân chủ Cộng hòa cử đi học tại Liên Xô. Năm 1955, ông về nước và làm việc tại Bộ Kiến trúc, trực tiếp chủ trì lập đồ án Quy hoạch Thủ đô Hà Nội với sự giúp đỡ của chuyên gia Liên Xô. Tiểu khu nhà ở Kim Liên do ông thiết kế, lần đầu được xây dựng tại thủ đô, có thể coi là cái mốc khởi đầu trong lĩnh vực thiết kế và xây dựng nhà ở của ngành xây dựng Việt Nam.
Năm 1961, ông được cử làm Trưởng đoàn chuyên gia Việt Nam sang giúp Chính phủ Lào thiết kế, quy hoạch và chỉ đạo xây dựng thành phố Khăng Khay (nay thuộc tỉnh Xiêng Khoảng).
Sau khi về nước, ông tiếp tục đảm nhiệm những chức vụ quan trọng của ngành kiến trúc và xây dựng như Ủy viên Ủy ban Kiến thiết cơ bản Nhà nước, Vụ trưởng Quy hoạch đô thị - nông thôn, Cố vấn Chủ nhiệm Ủy ban Xây dựng cơ bản Nhà nước. Ông còn là Ủy viên thường vụ, Bí thư Đảng đoàn Hội Kiến trúc sư Việt Nam, Tổng biên tập Tạp chí Kiến trúc và tham gia giảng dạy tại các trường ĐH Kiến trúc, ĐH Xây dựng. Ông cũng đã tham gia chỉ đạo thiết kế nhiều công trình lớn tiêu biểu như Quy hoạch Khu trung tâm Hà Nội, Trụ sở Quốc hội và có nhiều công trình nghiên cứu về lý luận kiến trúc như tính dân tộc trong kiến trúc, về thiết kế và quản lý đô thị nông thôn.
Ông cũng tham gia giảng dạy tại các trường đại học. Năm 1984, ông được Nhà nước Việt Nam phong hàm Giáo sư.
Là một trong số ít các tác giả đi sâu nghiên cứu về lịch sử kiến trúc Việt Nam, ông đã cho xuất bản nhiều tác phẩm về lý luận kiến trúc Việt Nam, đặc biệt là tác phẩm Lịch sử kiến trúc Việt Nam, được giới khoa học xã hội và kiến trúc đánh giá cao, là cuốn sách gối đầu giường của sinh viên các trường kiến trúc. Với tác phẩm này, ông đã được Nhà nước Việt Nam trao tặng Giải thưởng Nhà nước về Văn học Nghệ thuật.
Ông mất vào ngày 6/6/2003 tại Hà Nội, không lâu sau sinh nhật 83 tuổi.
Hiện nay, tên của ông được đặt cho một tuyến phố ở quận Long Biên, thành phố Hà Nội, nằm trong khu đô thị Việt Hưng.